# 톰 채플린
톰 채플린(Thomas Oliver Chaplin, 1979년 3월 8일 ~ )은 잉글랜드의 음악가로, 킨의 리드 싱어이다.

## 삶과 경력
채플린은 데이비드 채플린과 샐리 테일러 사이에서 태어났다. 채플린의 어머니와 라이스 옥슬리의 어머니는 출산으로 인해 같은 병원에서 만나 친구가 되었다. 한 달 후 태어난 라이스 옥슬리의 동생 이름 또한 '톰'이었다.
그의 아버지는 Robertsbridge(이스트서식스주에 위치)에 있는 Vinehall School의 교장이었고, 채플린과 라이스 옥슬리는 리처드 휴스와 함께 그곳에서 교육 받았다. 이후 둘과 함께 채플린은 Tonbridge School에 입학한다. 그곳에서 공부하며 도미닉 스콧(밴드의 초창기 멤버로서 2001년 탈퇴함)을 만나게 된다. 채플린은 Vinehall School에서 연극을 하기도 했으며, 합창단원이기도 했다. 또한 플룻을 연주하기도 하였다.
1995년에 스콧, 라이스 옥슬리, 휴스는 그들의 첫 번째 밴드인 The Lotus Eaters를 결성한다. 밴드는 서식스의 펍에서 U2, 오아시스, 비틀즈의 커버곡을 공연했다. 라이스 옥슬리는 채플린을 어쿠스틱 기타리스트로 밴드에 초대했다. 1997년, 밴드는 이름을 킨으로 변경하고 채플린을 리드 보컬로 세우게 된다.
채플린은 2010년 영국 방송 스카이 스포츠의 Soccer AM을 통해 자신이 입스위치 타운의 팬이라고 밝혔다. 또한 열렬한 크리켓 팬이며 서식스와 잉글랜드 국가대표팀을 지지한다고 말했다.
그는 2010년 11월 17일, Prince's Trust Rock Gala(찰스 황태자 자선재단 후원 공연)에서 평생의 소원이었던 퀸과의 공연을 성취하게 된다. 그곳에서 그는 퀸의 "It's a Hard Life"를 브라이언 메이와 로저 테일러와 함께 공연했다. 또 프레디 머큐리의 65번째 생일 파티에 초대되어 "The Show Must Go On"을 또한 메이, 테일러와 함께 공연했다.
그의 가족은 르완다 에이드(Rwanda Aid)라는 자선단체를 경영하며, 채플린은 그 나라의 몇몇 프로젝트에 자금을 후원하고 있다.

## 킨
1997년, 밴드는 The Lotus Eaters에서 Cherry Keane으로 이름을 변경한다. Cherry Keane은 밴드에게 도움을 주었던 채플린의 어머니의 친구이다. 'Cherry'는 이후 빠지게 된다.
1997년 7월, 채플린은 갭이어 기간 동안 남아프리카로 떠나게 된다. 남은 멤버들은 그들끼리 공연을 준비했다. 일 년 후 1998년 7월 3일, 갭이어를 끝내고 돌아온 채플린에게 휴스가 처음 꺼낸 말은 "우리 열흘 뒤에 공연할 거야."였다. 1998년 7월 13일, 그들은 Hope & Anchor라는 펍에서 첫 번째 공연을 가졌다. 채플린은 미술사 공부를 위해 에든버러 대학교에 입학하지만, 이후 음악을 계속하기 위해 런던으로 떠나게 된다.
런던에 머무르는 동안, 채플린은 스토크뉴잉턴(Stoke Newington)에 위치한 아파트에 라이스 옥슬리와 함께 살았다. 그는 출판사에서 상자를 운반하는 일을 하기도 했다.
2001년 스콧이 팀을 떠난 이후로 그는 리드 보컬을 맡고 있지만, 일부 곡의 라이브에서는 악기를 함께 연주하기도 한다.

## 약물 재활
2006년 8월 22일, 채플린은 마약 중독으로 인한 재활 치료를 받고 있다고 밝혔다. 밴드는 그의 재활을 위해 북아메리카 투어를 취소했다. 그 전에 채플린은 일본 공연에서 아무런 말도 없이 영국으로 혼자 돌아가기도 했다. 10월 6일, 그는 런던의 재활 병원 Priory Clinic에서 퇴원했지만, 이후에도 치료를 계속 받았다. 당시 엘튼 존이 조언을 해 주기 위해 채플린에게 전화를 했다고 알려져 있다. 또한 다크니스의 저스틴 호킨스와 피트 도허티 또한 같은 병원에서 약물 재활 치료를 받았다. 이후 채플린은 '상황이 달랐다'고 말했다. 그는 2010년 더 선에서 2006년 말 이후로 마약에서 벗어났으며 이따금씩 술은 마시지만 절제를 하고 있다고 말했다. 또한 이제 파티보다 골프를 좋아하며, 알콜 중독과 마약 중독에서 회복된 앨리스 쿠퍼의 이야기를 읽고 감명을 받았다고 덧붙였다. 4집 《Strangeland》의 홍보차 진행된 Q 매거진과의 인터뷰에서, 그는 2012년 초 이후로 술을 입에도 대지 않는다고 말했다.

## 사생활
채플린은 2011년 6월 나탈리 다이브(Natalie Dive)와 결혼했다. 2013년 9월 27일, BBC 라디오 2 방송에서 첫 아기가 2014년 3월 6일에 태어날 것으로 기대한다고 말했고, 딸은 2014년 3월 20일에 태어났다.
그는 킨의 휴식기간 동안 솔로 앨범을 만든다고 밝혔다.